# Tekolďany
Tekolďany est un village de Slovaquie situé dans la région de Trnava.

## Histoire
Première mention écrite du village en 1310.

## Démographie

### Évolution de la population
| Année:               | 1994. | 2004.   | 2014.    | 2024.    |
| -------------------- | ----- | ------- | -------- | -------- |
| Nombre de personnes: | 175   | 165     | 140      | 118      |
| Différence:          |       | -5,71 % | -15,15 % | -15,71 % |

| Année:               | 2023. | 2024.   |
| -------------------- | ----- | ------- |
| Nombre de personnes: | 114   | 118     |
| Différence:          |       | +3,50 % |